# Disgrafía
La disgrafía es un trastorno neurológico y una discapacidad del aprendizaje que se manifiesta en dificultades para escribir de manera legible y coherente, sin que exista una discapacidad intelectual o motora que lo explique.
Es considerada una discapacidad específica del aprendizaje (DEA) y una discapacidad de transcripción, lo que implica que es un trastorno de la escritura asociado con la alteración de la escritura a mano, la codificación ortográfica y la secuenciación de los dedos (es decir, el movimiento de los músculos necesario para escribir). A menudo, la disgrafía puede presentarse en conjunto con otras dificultades de aprendizaje y trastornos del desarrollo neurológico, tales como trastorno del habla, el trastorno por déficit de atención con hiperactividad (TDAH) o el trastorno del desarrollo de la coordinación (TDC).
En el Manual Diagnóstico y Estadístico de los Trastornos Mentales (MDE), la disgrafía se clasifica como un trastorno del neurodesarrollo dentro de la categoría general de trastorno específico del aprendizaje. La disgrafía se manifiesta cuando las habilidades de escritura de una persona están por debajo de lo esperado para su edad, considerando su nivel intelectual y educación acorde a su etapa de desarrollo. Sin embargo, el DSM no especifica claramente si la disgrafía se refiere exclusivamente a las habilidades motoras involucradas en la escritura o si también abarca las habilidades ortográficas y gramaticales.
La disgrafía debe distinguirse de la agrafia (también conocida como disgrafía adquirida), que es una pérdida adquirida de la capacidad de escribir como resultado de una lesión cerebral, una enfermedad progresiva o un accidente cerebrovascular.
La prevalencia de la disgrafía en todo el mundo es desconocida debido a las dificultades en el diagnóstico y la falta de investigación al respecto.

## Etimología
La palabra disgrafía procede del griego dys, que significa "dificultad", y γραφία (graphía), que significa "escritura a mano".

## Desarrollo
Existen al menos dos etapas en el acto de escribir: la etapa lingüística y la etapa motriz-expresiva-práxica. La etapa lingüística consiste en la codificación de la información auditiva y visual en símbolos de letras y palabras escritas. Esto se realiza a través de la circunvolución angular, que proporciona las reglas lingüísticas que guían la escritura. En la etapa motora se articula la expresión de las palabras escritas o grafemas. Esta etapa está mediada por el área de escritura de Exner del lóbulo frontal.
Esta afección puede provocar que las personas tengan dificultades con la retroalimentación y para anticipar y ejercer control sobre el ritmo y el tiempo a lo largo del proceso de escritura.
Las personas con disgrafía suelen poder escribir hasta cierto punto y pueden experimentar dificultades con otras actividades que requieren movimientos recíprocos de los dedos y otras habilidades motoras finas, como atarse los zapatos, abrochar botones o tocar determinados instrumentos musicales. Sin embargo, aunque la disgrafía afecta a las habilidades motoras finas en la escritura, no necesariamente influye en todas las demás habilidades motoras.
Las personas con disgrafía suelen enfrentar dificultades inusuales al escribir a mano y al deletrear, lo que, a su vez, puede resultar en fatiga al escribir. A diferencia de las personas sin discapacidades de transcripción, es probable que no conserven el tamaño y la forma de las letras producidas si no pueden ver lo que están escribiendo. Pueden carecer de conocimientos básicos de gramática y ortografía (por ejemplo, tienen dificultades con las letras p, q, b y d), y a menudo escriben la palabra equivocada cuando intentan formular sus pensamientos en un papel.
El trastorno suele aparecer cuando el niño se inicia en la escritura. Cada vez hay más pruebas de que, en muchos casos, las personas con TCL y TDC no superan sus trastornos al crecer. En consecuencia, se ha descubierto que tanto adultos y adolescentes como niños pueden padecer disgrafía.
Algunos estudios han demostrado que los estudiantes de educación superior con disgrafía del desarrollo continúan experimentando dificultades significativas en la escritura manual, la motricidad fina y las funciones diarias relacionadas con la motricidad en comparación con sus compañeros sin trastornos del desarrollo neurológico.

## Clasificación
La disgrafía casi siempre va acompañada de otros trastornos del aprendizaje y/o del neurodesarrollo, como la dislexia, el trastorno por déficit de atención con hiperactividad o el trastorno del aprendizaje del lenguaje oral y escrito, y esto puede influir en el tipo de disgrafía que tenga una persona. El síndrome de Tourette, el TEA y la dispraxia también son diagnósticos comunes entre los individuos disgráficos.
La disgrafía del desarrollo se describió originalmente como un trastorno que se daba únicamente en individuos disléxicos. No fue hasta mediados del siglo XX cuando los investigadores descubrieron que había diferentes tipos de disgrafía que ocurrían sin dislexia. Tanto los disléxicos como los disgráficos experimentan dificultades similares de sincronización y problemas con la ortografía. Sin embargo, la dislexia no parece afectar a la capacidad de escritura física ni a la motricidad fina, y la disgrafía no afecta a la comprensión lectora.
Los métodos para evaluar, tratar y remediar la disgrafía siguen evolucionando, pero se reconocen tres subtipos principales de disgrafía. Aunque hay poca información disponible sobre los distintos tipos de disgrafía, es probable que existan más subtipos que los enumerados a continuación. Algunas personas pueden tener una combinación de dos o más de ellos, y los síntomas individuales pueden variar en su presentación de lo que se describe aquí. La presentación más común es una agrafia motora resultante del daño en alguna parte de la corteza motora en los lóbulos parietales.

### Disléxica
Hay varias características que distinguen la disgrafía-disléxica (a veces llamada "disgrafía lingüística") de los otros tipos. Las personas con dislexia-disgrafía suelen tener una ortografía oral y escrita deficiente que suele ser de naturaleza fonémica. Sus trabajos escritos de forma espontánea suelen ser ilegibles, tienen sílabas o letras de más o de menos, y contienen mayúsculas innecesarias o grandes espacios en medio de las palabras que pueden hacer que cada palabra individual sea irreconocible. También pueden insertar símbolos que no se parecen a ninguna letra del alfabeto. La producción escrita suele requerir largos periodos de contemplación y corrección.
Los individuos disléxicos-disgráficos suelen tener una habilidad notable para copiar correctamente y su capacidad para dibujar también está preservada. Además, su velocidad de golpeteo con los dedos (un método para identificar problemas de motricidad fina) es normal, lo que sugiere que el déficit probablemente no se deba a un daño cerebeloso. Se ha observado que esta forma del trastorno está asociada con un deterioro del funcionamiento ejecutivo verbal.
Un estudio encontró que los niños con TDAH y disgrafía luchan principalmente con la planificación motora en lugar de presentar una deficiencia lingüística. Sin embargo, la prevalencia de la disgrafía-lingüística/disléxica en comparación con otros subtipos es incierta.

### Motriz

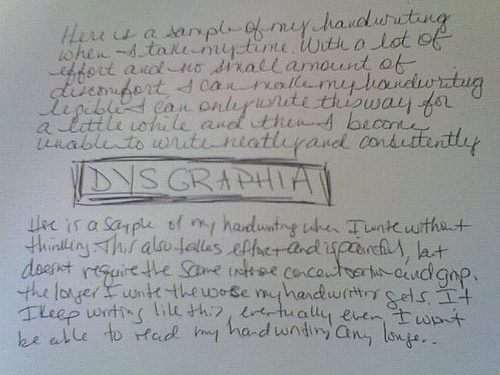
La disgrafía puede ser difícil de diagnosticar porque la letra empieza siendo clara y se degrada lentamente, haciendo que el escritor parezca perezoso.

La disgrafía motriz, a veces conocida como disgrafía periférica, se atribuye a una motricidad fina deficiente, falta de destreza, tono muscular deficiente o torpeza motriz no especificada. Esta condición afecta tanto a los patrones motrices como a la memoria motriz.
Aunque la formación de letras puede ser aceptable en muestras muy breves de escritura, requiere un esfuerzo extremo y un tiempo irracional para lograrlo, y no puede mantenerse durante un periodo significativo, ya que puede provocar una tensión en la mano similar a la artritis. En general, el trabajo escrito de estas personas es de pobre a ilegible, incluso cuando se copia de otro documento a simple vista, y su habilidad para dibujar se ve afectada negativamente. A pesar de que el deletreo oral de estos individuos es normal, su velocidad de golpeteo con los dedos está por debajo de lo normal, lo que evidencia problemas en la motricidad fina de estas personas. Las personas con trastorno del desarrollo de la coordinación pueden también ser disgráficas, y la disgrafía motriz puede servir como un marcador de dispraxia.
Los disgráficos motrices suelen luchar con el agarre adecuado de los dedos al sujetar el bolígrafo o el lápiz, lo que puede causar que su escritura esté inclinada o sea poco legible. La velocidad media de escritura es más lenta que en individuos no disgráficos, aunque esto tiende a mejorar con la edad. El déficit de habilidad motriz parece ser una causa común de la disgrafía, ya que el 78% de los niños con este trastorno presentan dificultades de tipo cinemático, mientras que el 58% de ellos muestran problemas con las destrezas de presión.

### Espacial
Una persona con disgrafía espacial presenta una alteración en la comprensión del espacio, lo que conduce a trabajos escritos espontáneamente que son ilegibles, copias ilegibles y un espaciado anormal entre las letras, además de un deterioro significativo en la capacidad para dibujar. A diferencia de otros subtipos de disgrafía, las personas con disgrafía espacial suelen tener una ortografía oral normal y una velocidad de golpeteo de dedos normal, lo que sugiere que este subtipo no se basa en la motricidad fina.
Los síntomas pueden variar en su presentación práctica en comparación con lo que se enumera aquí. Además, se ha observado que la disgrafía espacial puede desarrollarse en individuos con lesiones en el hemisferio derecho del cerebro.

### Miscelánea
Los investigadores han propuesto otros subtipos y sistemas de clasificación informales, entre los que se incluyen la disgrafía fonológica, la disgrafía profunda y la disgrafía superficial.

## Signos y síntomas
Los síntomas de la disgrafía a menudo se pasan por alto o se atribuyen a que el alumno es perezoso, desmotivado, descuidado o ansioso. También puede descartarse al considerarse simplemente una expresión de falta de atención o de retraso en el procesamiento visomotor. Para recibir un diagnóstico de disgrafía, uno debe presentar un grupo de los siguientes síntomas (pero no necesariamente todos):
- Mala legibilidad
- Tachaduras excesivas
- Mal uso de líneas y márgenes
- Mala planificación espacial sobre el papel
- Depende mucho de la vista para escribir
- Tamaño y forma irregulares de las letras
- Frecuente dependencia de las indicaciones verbales
- Falta de atención a los detalles al escribir
- Mezcla de mayúsculas y minúsculas
- Alternancia entre letras cursivas y de imprenta
- Dificultad para visualizar de antemano la formación de las letras
- Velocidad de escritura lenta o velocidad de copia ineficaz
- Forma y tamaño incoherentes de las letras, o letras inacabadas
- Dificultad para comprender los homófonos y qué ortografía utilizar.[27]
- Habilidades caligráficas que interfieren con la ortografía y la composición escrita
- Dificultades para trasladar las ideas a la escritura, a veces utilizando las palabras equivocadas
- Problemas para seguir las reglas gramaticales o de estructura de las frases al escribir, pero no al hablar.[28]
- Agarre estrecho, incómodo o doloroso del utensilio de escritura[28] o sensación de dolor al escribir (p. ej., calambres en los dedos, la muñeca y las palmas de las manos).[4]
- Orientaciones extrañas de la muñeca, el brazo, el cuerpo o el papel (p. ej., doblar el brazo en forma de L, sujetar el papel con la mano no dominante)
- Dificultades de sincronización, como escribir y pensar al mismo tiempo (p. ej., escritura creativa, tomar notas, golpear y juzgar la orientación de las líneas simultáneamente)
- Desarrollo lento de habilidades esenciales como atarse los zapatos

Los síntomas de la disgrafía pueden cambiar a medida que se envejece. Esta condición puede causar traumas emocionales a los estudiantes, principalmente debido a la dificultad de que nadie pueda leer su escritura y la conciencia de que no rinden al mismo nivel que sus compañeros. Entre los problemas emocionales que pueden aparecer junto con la disgrafía se incluyen el deterioro de la autoestima, la disminución de la autoeficacia, la reducción de la motivación, el peor funcionamiento social, el aumento de la ansiedad y la depresión. Los individuos con disgrafía a menudo se esfuerzan más para alcanzar los mismos logros que sus compañeros, pero pueden frustrarse al sentir que su arduo trabajo no da frutos.
La disgrafía es un trastorno difícil de detectar, ya que no afecta a edades, géneros o niveles de inteligencia específicos. La principal preocupación al intentar detectar la disgrafía es que las personas pueden ocultar su discapacidad tras su fluidez/comprensión verbal y su fuerte codificación sintáctica debido a la vergüenza de no poder alcanzar los mismos objetivos que sus compañeros.
Tener disgrafía no está relacionado con una falta de capacidad cognitiva y no es infrecuente en individuos intelectualmente dotados. Sin embargo, debido a la disgrafía, sus capacidades intelectuales a menudo no se identifican.

### Condiciones asociadas
Existen algunos problemas comunes no directamente relacionados con la disgrafía, pero que a menudo están asociados a ella, siendo el más común el estrés. Desarrollar una aversión a la escritura es otro problema común entre las personas con disgrafía. Tanto niños como adultos que la padecen pueden sentirse enormemente frustrados al enfrentarse a la tarea de escribir, especialmente en papel normal y con la ortografía. Los niños más pequeños pueden llorar, hacer pucheros o negarse a completar trabajos escritos. Esta frustración puede generar un alto nivel de estrés en el estudiante y podría desencadenar enfermedades relacionadas con el estrés. Cualquiera de los síntomas de la disgrafía puede contribuir a esta situación.

## Causas
Las causas subyacentes del trastorno no se conocen del todo, pero se sabe que la disgrafía es un trastorno biológico con bases genéticas y cerebrales. Más concretamente, es un problema de la memoria de trabajo causado por una disfunción específica del neurodesarrollo. En la disgrafía, los individuos no consiguen desarrollar las conexiones normales entre las distintas regiones cerebrales necesarias para escribir.
Las personas con disgrafía tienen dificultades para recordar y dominar automáticamente la secuencia de movimientos motores necesarios para escribir letras o números. La disgrafía también se debe en parte a problemas subyacentes en la codificación ortográfica, el bucle ortográfico y la salida grafomotora (los movimientos que dan lugar a la escritura) de las manos, los dedos y las funciones ejecutivas implicadas en la escritura de letras.
El bucle ortográfico es el proceso mediante el cual las palabras escritas se almacenan en el "ojo de la mente", conectadas a través del movimiento secuencial de los dedos para la salida motora a través de la mano, con retroalimentación visual para guiar la escritura.
Los antecedentes familiares de trastornos específicos del aprendizaje pueden desempeñar un papel importante. Los niños con afasia del desarrollo, disgrafía del desarrollo y dislexia del desarrollo pueden ser más propensos a tener familiares con una de estas afecciones.
Estudios genéticos sugieren que las tareas de función ejecutiva verbal, las habilidades ortográficas y la capacidad ortográfica pueden tener una base genética. Los genes de los cromosomas 6 y 15 pueden desempeñar algún papel en los SLD, ya que se han relacionado con una peor lectura, una peor ortografía y una menor conciencia fonémica.

## Diagnóstico
A diferencia de los trastornos específicos del aprendizaje y del neurodesarrollo, que han sido más exhaustivamente estudiados, la disgrafía carece de un patrón de referencia estandarizado para su diagnóstico. Esta falta de patrón se debe, probablemente, a las considerables diferencias que existen en los sistemas de escritura entre países e idiomas, así como a la heterogeneidad entre los terapeutas que realizan el diagnóstico. Como resultado, existen varias pruebas que se utilizan para diagnosticar la disgrafía, entre ellas se encuentran la escala de Ajuriaguerra, la BHK para niños o adolescentes, la Minnesota Handwriting Assessment, la ETCH, la SCRIPT, la DASH y la escala HHE.
Con dispositivos como las tabletas gráficas, ahora es posible medir en tiempo real la posición, inclinación y presión al escribir. Estas características permiten calcular automáticamente la velocidad y la agitación, lo que facilita el entrenamiento de un clasificador para diagnosticar de manera automática a niños con escritura atípica. Las distintas características extraídas poseen importancias variadas en la clasificación a lo largo del desarrollo, lo que permite caracterizar diferentes subtipos de disgrafía, los cuales podrían tener distintos orígenes y resultados, y podrían requerir estrategias de remediación específicas.
No es infrecuente que los individuos disgráficos sean superdotados intelectuales, posean un vocabulario rico y tengan una gran comprensión del lenguaje al hablar o leer, aunque su trastorno suele pasar desapercibido y no es tratado con frecuencia. Esto puede deberse, en parte, a que la dislexia del desarrollo recibe mucha más atención académica y médica que la disgrafía del desarrollo. Como resultado, los niños superdotados con dificultades de transcripción rara vez reciben programación para desarrollar sus talentos intelectuales debido a las dificultades que enfrentan al completar tareas escritas.

## Tratamiento
El tratamiento de la disgrafía puede variar y abarcar diferentes enfoques, incluyendo la terapia para abordar trastornos motrices y mejorar el control de los movimientos de escritura. Es importante ayudar a los estudiantes disgráficos a superar la tendencia a evitar la escritura y a reconocer el propósito y la necesidad de escribir.
La terapia ocupacional es una opción efectiva en el entorno escolar, y los profesores deben estar bien informados sobre la disgrafía para colaborar con las intervenciones del terapeuta ocupacional. Un método común de terapia es el uso de TheraPutty, que ayuda a desarrollar la destreza motora. Además, los tratamientos pueden abordar problemas de memoria u otros problemas neurológicos. Algunos médicos recomiendan que las personas con disgrafía utilicen computadoras para evitar los desafíos de la escritura a mano. También se han sugerido programas de voz a texto como posibles tratamientos para la disgrafía.
Las tecnologías de reconocimiento de voz se utilizan de dos formas:
- Como herramienta de dictado, donde las palabras habladas se traducen en texto escrito. En este caso el estudiante dice las palabras en un micrófono y las palabras son transcritas.[4]
- Como herramienta de control del ordenador, permitiendo a los estudiantes controlar el ordenador y las aplicaciones mediante comandos hablados. Si los estudiantes utilizan programas de reconocimiento de voz, deben hablar con coherencia y claridad.[4]

El uso de ordenadores también permite a los pacientes experimentar con distintos teclados ergonómicos que se adapten a sus necesidades, como teclados con letras agrandadas y/o ordenadas alfabéticamente, teclados diseñados ergonómicamente o miniteclados para estudiantes con un rango de movimiento limitado. En algunos casos, la disgrafía puede superarse parcialmente con un esfuerzo y entrenamiento adecuados y conscientes.
La Asociación Internacional de Dislexia (International Dyslexia Association o IDA en inglés) sugiere el uso de la memoria cinestésica a través del entrenamiento temprano, donde el niño aprende a escribir las letras y posteriormente practica la escritura con los ojos cerrados o desviados para reforzar la sensación de las letras que se escriben. También sugieren enseñar a los estudiantes la escritura cursiva, ya que tiene menos letras reversibles y puede ayudar a mejorar los problemas de espaciado, al menos dentro de las palabras, ya que las letras cursivas están generalmente unidas dentro de una palabra. Muchos estudiantes tienen un gran éxito con la escritura cursiva después de una terapia exhaustiva.

## Prevalencia
Se calcula que hasta el 10% de los niños del mundo padecen discapacidades como disgrafía, dislexia, discalculia y dispraxia. No se dispone de estimaciones sobre la prevalencia real de la disgrafía debido a la falta de investigación sobre este trastorno.

## Educación especial
No existe una categoría de educación especial específica para alumnos con disgrafía. En Estados Unidos, el Centro Nacional de Dificultades de Aprendizaje (The National Center for Learning Disabilities) sugiere que los niños con disgrafía sean tratados caso por caso mediante un Programa Educativo Individualizado (Individualized Education Program) o mediante la provisión de adaptaciones individuales para ofrecer formas alternativas de presentar el trabajo y modificar las tareas para evitar el área de debilidad. La implementación de adaptaciones generales para cualquier estudiante con disgrafía puede ser complicada, ya que requiere una cuidadosa planificación debido a la limitación de presupuestos escolares y a que muchas tecnologías recomendadas pueden ser costosas.
Los alumnos con disgrafía a menudo enfrentan dificultades para completar tareas escritas legibles, apropiadas en extensión y contenido, o dentro del tiempo establecido. Por lo tanto, se sugiere que estos alumnos reciban instrucciones especializadas adecuadas para ellos. En la mayoría de los casos, los niños se beneficiarán de instrucciones explícitas y completas, de ayuda para traducir a través de múltiples niveles de lenguaje, y de revisión y repaso de tareas o métodos de escritura. La enseñanza directa y explícita de la formación de letras y la práctica guiada les ayudarán a conseguir una escritura automática antes de que utilicen las letras para escribir palabras, frases y oraciones.
Para algunos niños mayores, el uso de un ordenador personal o portátil en clase puede ser beneficioso para evitar la frustración de quedarse rezagados con respecto a sus compañeros. Se ha sugerido que la tecnología de texto predictivo podría ser de gran ayuda para los alumnos con disgrafía.
Berninger también sugiere que los profesores de alumnos disgráficos decidan si centrarse en la escritura manuscrita (imprenta) o en el teclado. En cualquier caso, es beneficioso que se enseñe a los alumnos a leer la escritura cursiva, ya que algunos profesores la utilizan a diario en las aulas. Además, puede ser beneficioso que el profesor implemente otros métodos para evaluar los conocimientos del niño que no impliquen pruebas escritas; un ejemplo serían las pruebas orales. Esto puede reducir la frustración en el niño, ya que puede expresar sus conocimientos al profesor sin preocuparse de cómo escribir lo que piensa.
Los alumnos disgráficos pueden beneficiarse de adaptaciones especiales por parte de sus profesores cuando se les pide que escriban. Algunas adaptaciones útiles incluyen ofrecer lápices más grandes o con empuñaduras especiales, proporcionar papel con líneas en relieve para proporcionar información táctil, conceder tiempo extra para las tareas de clase, reducir la cantidad de tareas escritas largas y dividir las tareas escritas extensas en varias tareas más cortas.
El número de alumnos con disgrafía puede aumentar desde un 4 % en la primaria hasta un 20 % en la secundaria, debido a la dificultad general de la escritura a mano y al incremento en la complejidad de las composiciones escritas en niveles superiores. Sin embargo, no hay cifras exactas sobre cuántos individuos tienen disgrafía debido a su dificultad para diagnosticarla, y la prevalencia exacta depende de la definición específica de disgrafía utilizada.
Además, se han observado ligeras diferencias de género en la asociación con las discapacidades escritas; en general, los varones tienen más probabilidades que las mujeres de presentar deficiencias en la caligrafía, la composición, la ortografía y las habilidades ortográficas. Estos datos resaltan la importancia de comprender las diferencias individuales y de género al abordar la disgrafía y proporcionar intervenciones adecuadas para apoyar a los alumnos en su desarrollo de habilidades escritas.
El Manual Diagnóstico y Estadístico de los Trastornos Mentales-5 (Diagnostic and Statistical Manual of Mental Disorders-5, DSM-5) no utiliza el término disgrafía, sino que emplea la frase "una deficiencia en la expresión escrita" dentro de la categoría de "trastorno específico del aprendizaje". Este es el término utilizado por la mayoría de los médicos y psicólogos.
Para poder recibir servicios de educación especial en los Estados Unidos, un niño debe tener un problema nombrado o descrito en la Ley de Educación para Personas con Discapacidades (Individuals with Disabilities Education Act, IDEA). Aunque IDEA no utiliza el término "disgrafía", la describe dentro de la categoría de "discapacidad específica del aprendizaje", la cual abarca problemas de comprensión o uso del lenguaje (hablado o escrito) que dificultan la audición, el pensamiento, el habla, la lectura, la escritura, la ortografía o los cálculos matemáticos.